# PELP-1
پروتئین ۱ غنی از پرولین، گلوتامیک اسید و لوسین (انگلیسی: Proline-, glutamic acid- and leucine-rich protein 1) یا به اختصار «PELP-1» که با نام‌های «تعدیل‌کنندهٔ فعالیت غیر ژنومی گیرنده استروژن» و «فاکتور رونویسی اچ‌ام‌ایکس۳» هم شناخته می‌شود، یک پروتئین است که در انسان توسط ژن «PELP1» کُدگذاری می‌شود. این پروتئین یک بازدارندهٔ رونویسی برای گیرنده‌های هسته ای همچون گیرنده‌های گلوکوکورتیکوئید و یک فعال کننده برای گیرنده‌های استروژن است.
این پروتئین یک مولکول تنظیم‌کننده رونویسی است و عملکرد چندین گیرنده هورمونی و فاکتورهای رونویسی را تعدیل می‌کند. این مولکول نقش اساسی در سیگنال‌دهی هورمونی، پیشرفت چرخه سلولی و بیوژنز ریبوزومی ایفا می‌کند. بیان ژن «PELP1» در چندین نوع سرطان افزایش می‌یابد و به‌هم ریختن تنظیم آن، موجب مقاومت به درمان هورمونی و متاستاز می‌شود؛ بنابراین، این مولکول یک هدف درمانی جدید برای بسیاری از سرطان‌ها است.

ژن «PELP1» بر روی بازوی کوتاه کروموزوم کروموزوم ۱۷ قرار دارد و پروتئین حاصله در طیف گسترده‌ای از بافت‌ها بیان می‌شود. بالاترین سطح بیان این ژن در مغز، بیضه‌ها، تخمدان‌ها و رحم یافت می‌شود. در حال حاضر، دو ایزوفرم شناخته شده وجود دارد (نوع بلند ۳٫۸ کیلوبایت و نوع کوتاه ۳٫۴ کیلوبایتی) که ایزوفرم کوتاه به‌طور گسترده در سلول‌های سرطانی بیان می‌شود.
پروتئین PELP1 یک پروتوآنکوژن است که به سلول‌های سرطانی مزیت رشد و بقای خاصی را ارائه می‌دهد. بیان بیش از حد PELP1 در بسیاری از سرطان‌ها گزارش شده است. بیان این ژن یک پیش‌آگهی‌کننده مستقل بقای کوتاه‌مدت مختص به سرطان پستان و دورهٔ عاری از بیماری پس از درمان است. بیمارانی که تومورهای آنها دارای سطوح بالایی از PELP1 سیتوپلاسمی بود،  پاسخ اندکی به تاموکسیفن نشان دادند.